# Musée régional de Sakhaline
Le musée régional de Sakhaline, ou en version longue musée des traditions locales de l'oblast de Sakhaline (en russe : Сахалинский областной краеведческий музей) est un musée situé dans la ville de Ioujno-Sakhalinsk sur l'île russe de Sakhaline, en Extrême-Orient russe. C'est le plus grand musée de l'oblast de Sakhaline, accueillant plus de 70 000 visiteurs par an. Le musée collecte, recherche et expose des documents relatifs à l'histoire naturelle, à l'archéologie, à l'histoire et à l'ethnographie de la région. Il est installé dans un bâtiment de style impérial de la Couronne, forme de néoclassicisme japonais, construit en 1937.

## Bâtiment
Le musée est installé dans un bâtiment construit en 1937 afin d'héberger le musée de la préfecture de Karafuto. Il reprend les codes de l'architecture médiévale japonaise, appelé ici le style impérial de la Couronne, faisant aussi de lui du japonisme. Avec son sous-sol, il compte 3 étages. Les murs sont en briques, le toit en tuiles. Les murs extérieurs du rez-de-chaussée sont revêtus de carreaux de granit. À l'intérieur du bâtiment, il y a un ornement floral en relief et d'autres décorations. Les toits sont ornés d'Onigawara. Le jardin est très verdoyant l'été, et a été conçu par les architectes japonais pour donner un environnement précis au bâtiment. 

L'ensemble constitue depuis un décret de l'oblast de 1990 un objet patrimonial culturel russe d'importance régional. Il est situé aujourd'hui au  no 29 de la Perspective communiste dans le centre-ville de Ioujno-Sakhalinsk, et les lignes n° 63, 45, 18, 13 et 62 desservent le lieu.

Le musée :
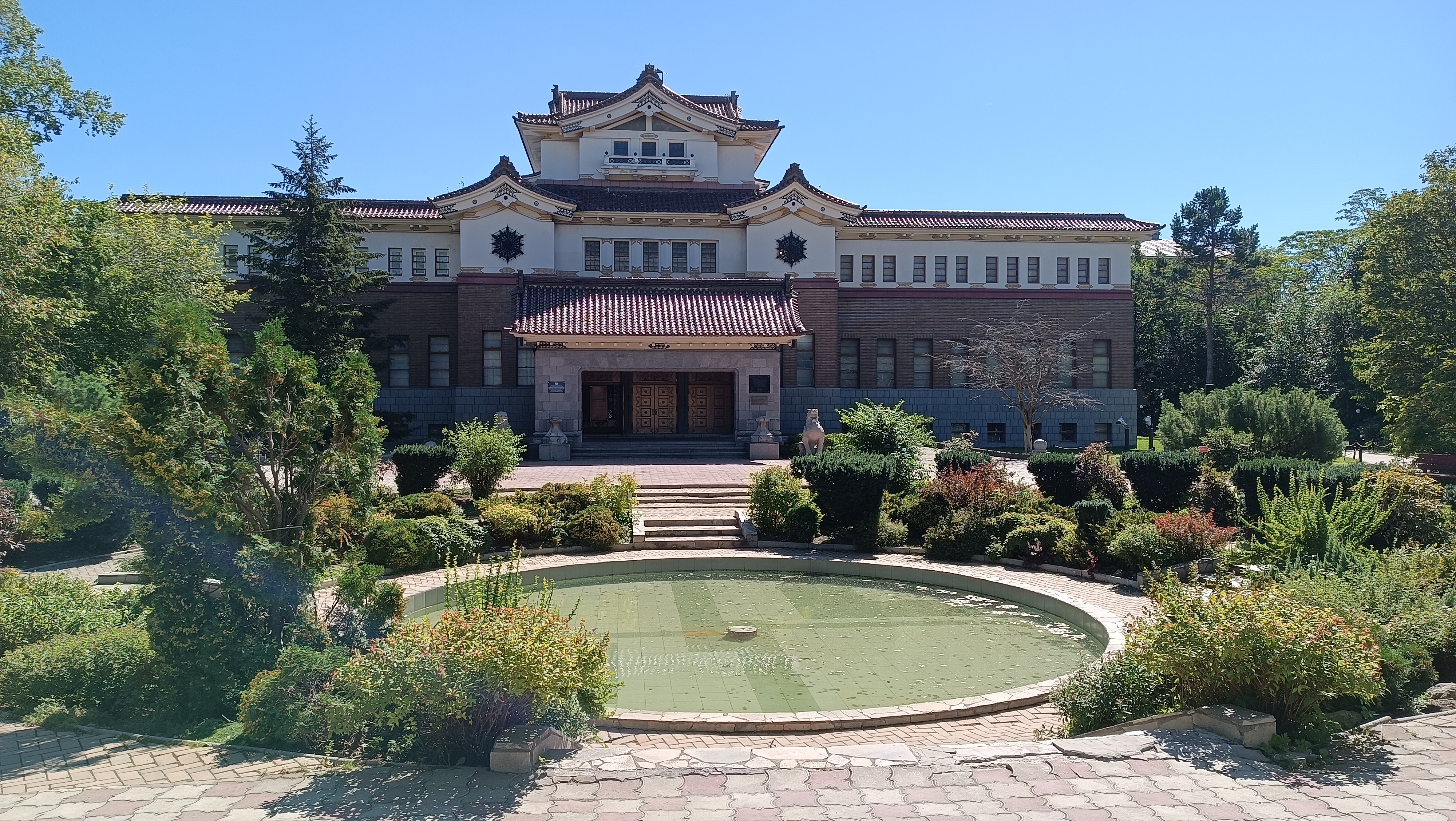
Vue de face.
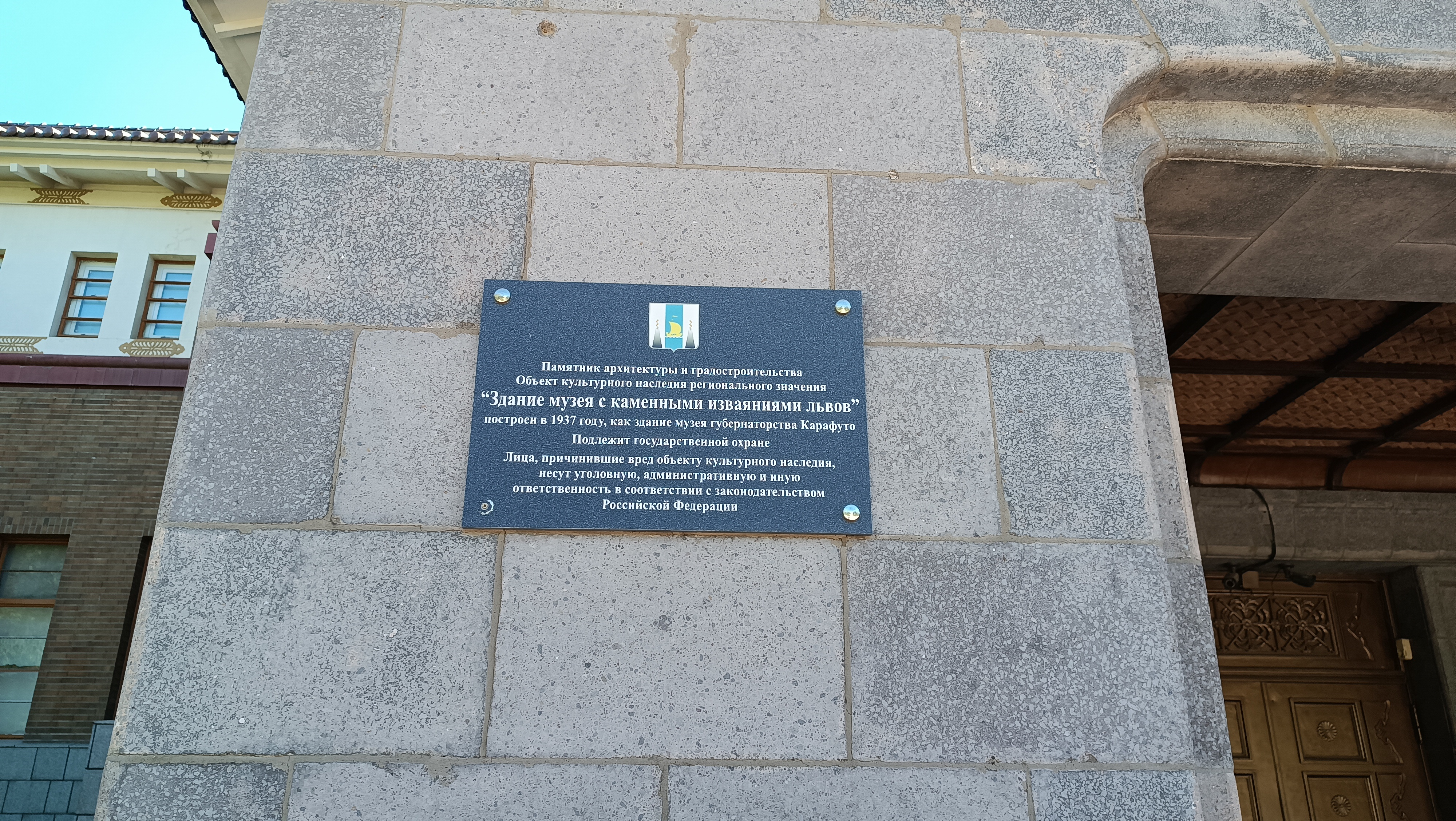
Plaque d'inscription aux monuments classés.
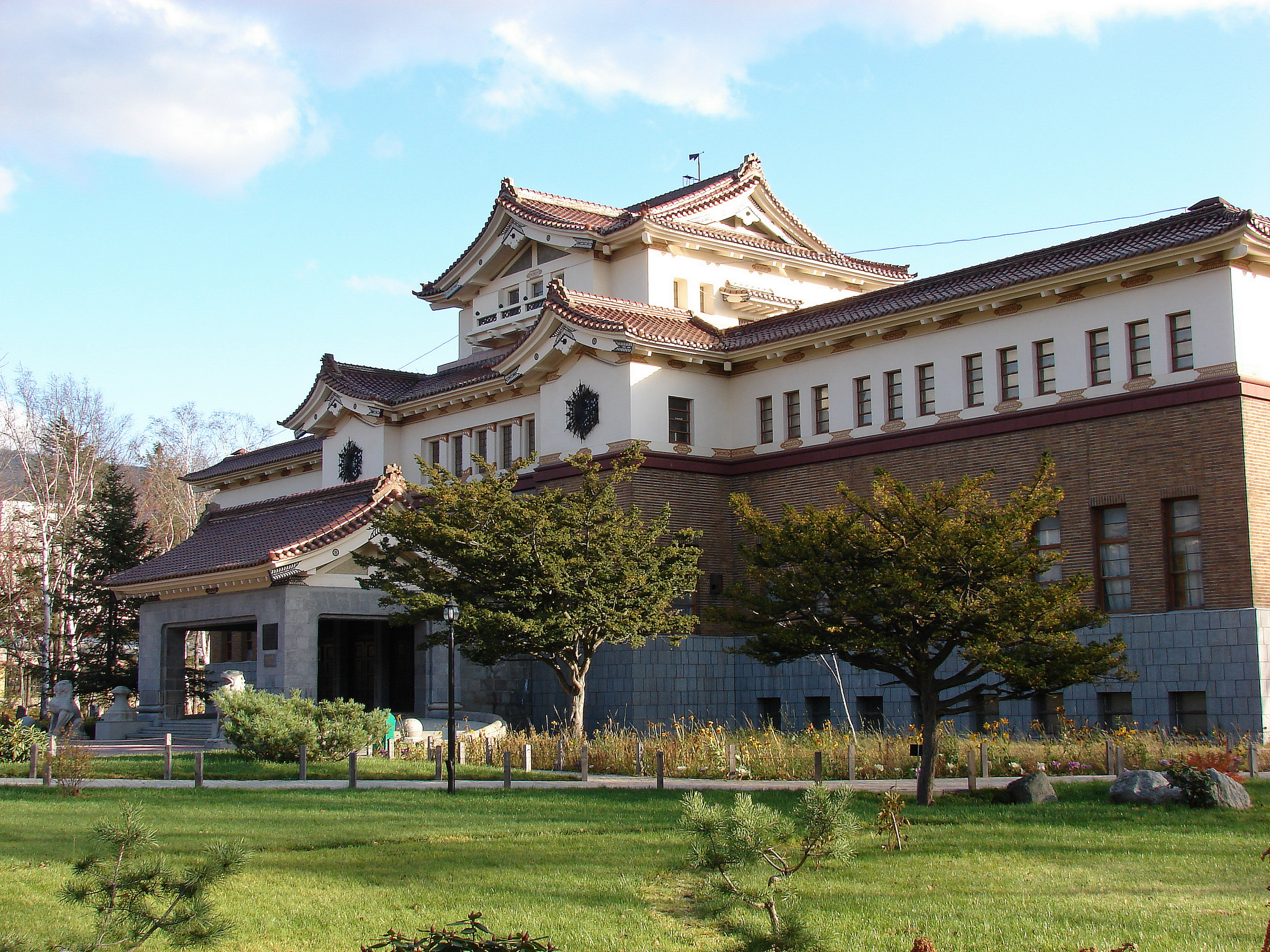
Vue de côté du musée.

## Histoire

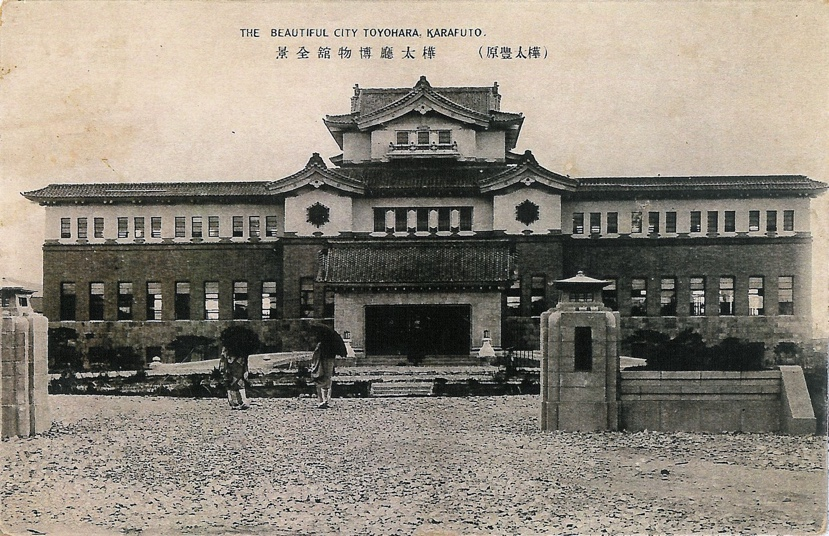
Le musée en 1937.

Le premier musée de Sakhaline a ouvert en 1896 dans ce qui était alors le poste militaire d'Alexandrovsk. Mais avec l'invasion de Sakhaline lors de la guerre russo-japonaise, la partie sud de Sakhaline est annexée par l'empire du Japon, et le musée voit alors certaines de ses collections disparaître. Il rouvre entre 1920 et 1925, puis le referme. En 1932, la préfecture de Karafuto rouvre, et est alors installée dans la résidence officielle du commandant de garnison de la préfecture. En 1935, le musée est déplacé dans le bâtiment de la police militaire de Toyohara,. 
En juillet 1935, les travaux d'un nouveau bâtiment pour le musée commencent, et se poursuivent jusqu'en juillet 1937. Il est alors ouvert, et les expositions sont consacrées à la nature, la culture et l'industrie,.
Après l'invasion soviétique de Sakhaline à la fin Seconde Guerre mondiale où les Soviétiques ont repris la partie sud de l'île, le musée est fermé (en août). Il est alors nationalisé par les Soviétiques, et le 11 mai 1946, le musée soviétique fut ouvert, sous le nom de musée des traditions locales de l'oblast de Sakhaline. Pendant quelques années, les Japonais continuent à travailler dans le musée, avant qu'ils en soient expulsés. Depuis 1990, le musée a des liens avec celui d'Hokkaidō à Sapporo.

## Description

### Expositions
Le musée conserve 202 493 objets, avec des objets archéologiques, ethnographiques, d'histoire naturelle, d'arts, de documents, livres rares, photographies et autres sur Sakhaline et les îles Kouriles. Parmi les collections rares, le musée comprend des objets sur les cultures des peuples autochtones des îles, dont les Aïnous, les Oroks et les Nivkhes, ainsi que des collections paléontologiques. Ces dernières collections regroupent des fossiles et des pierres de l'époque paléozoïque et mésozoïque.
Le musée contient parmi ses collections les plus rares 219 pièces sur les Aïnous, 35 poissons fossilisés du Miocène, 76 objets collectés par Bronisław Piłsudski, plus de 100 ammonites, 95 pièces d'art chinois et plus de 1000 objets de la culture archéologique d'Okhotsk.
Les principales expositions sont celles sur les: 
- Cultures archéologiques ;
- Peuples autochtones de Sakhaline ;
- Plante, faune et monde ;
- Région de Sakhaline au XXe siècle (1905-1945) ;
- Région de Sakhaline au XXe siècle (1945-2000) ;
- Sakhaline : une colonie de bagnards ;
- Découverte et exploration des îles (XVII - XIX siècles) ;
- Histoire du développement géologique ;
- Faune des mers d'Extrême-Orient ;
- Dans les profondeurs de l'océan ;
- Faune des mers et des côtes ;
- Découvertes et exploration des îles (XVII-XIX siècles).

Objets exposés :
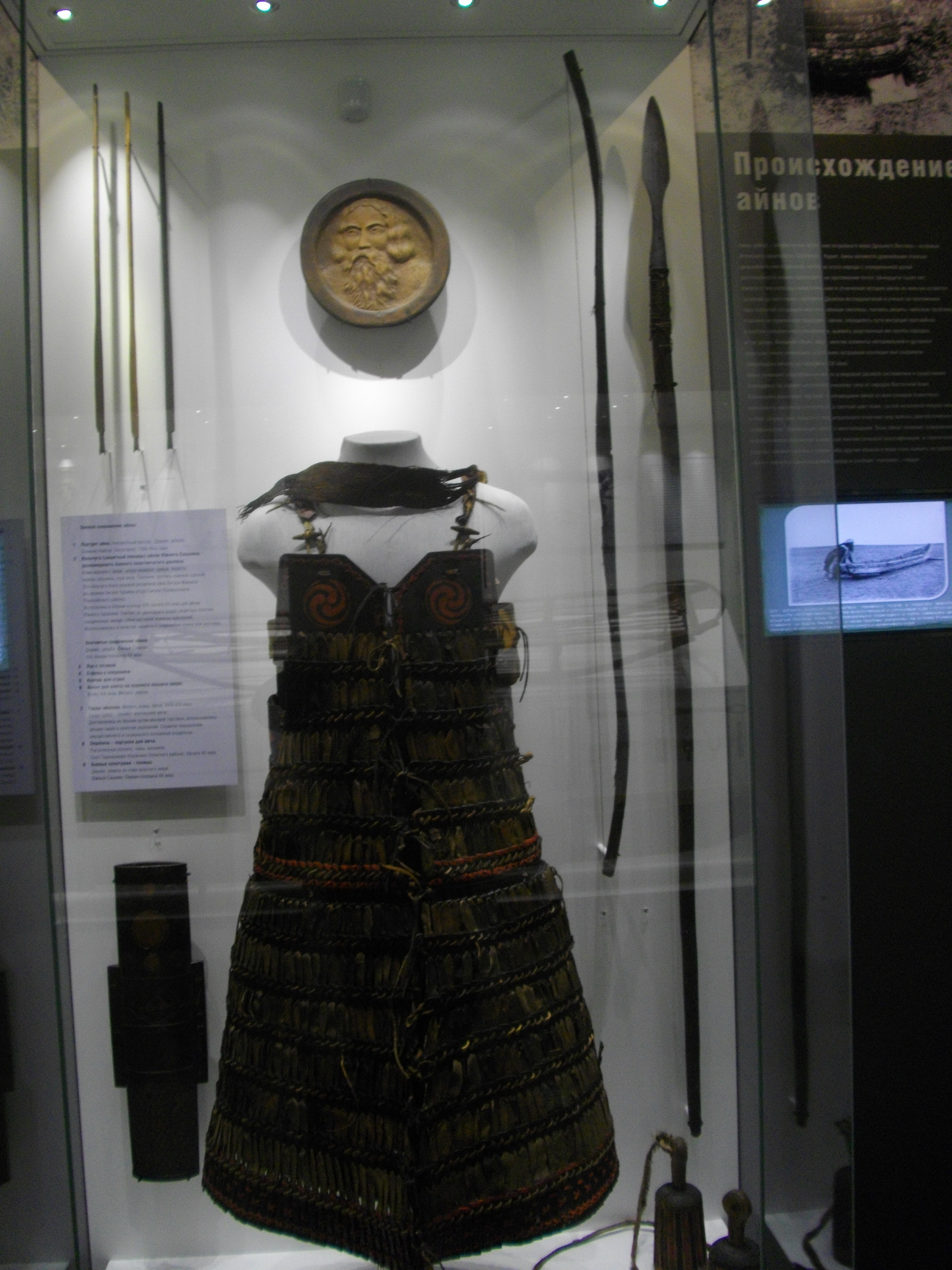
Armure aïnoue.
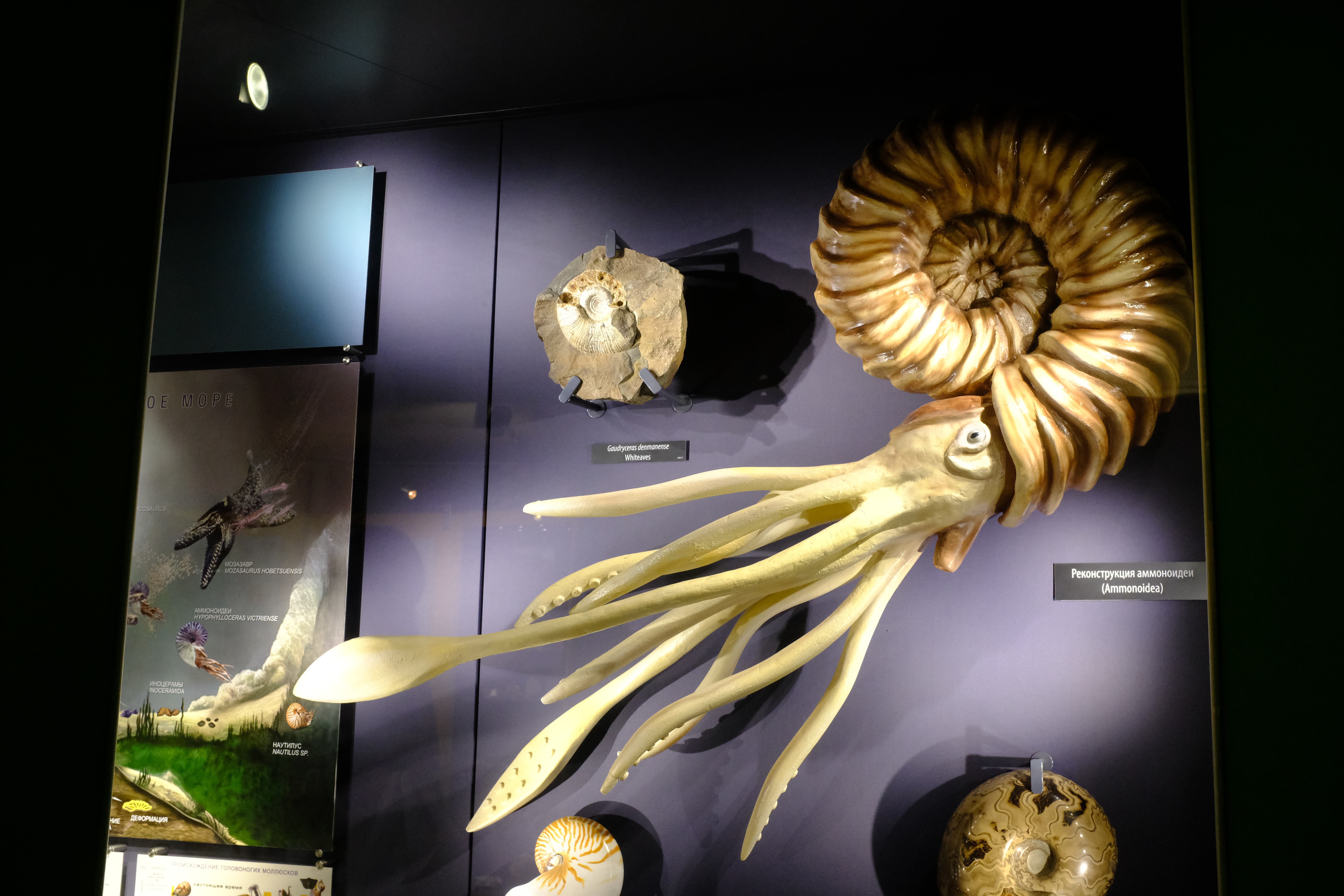
Fossiles.
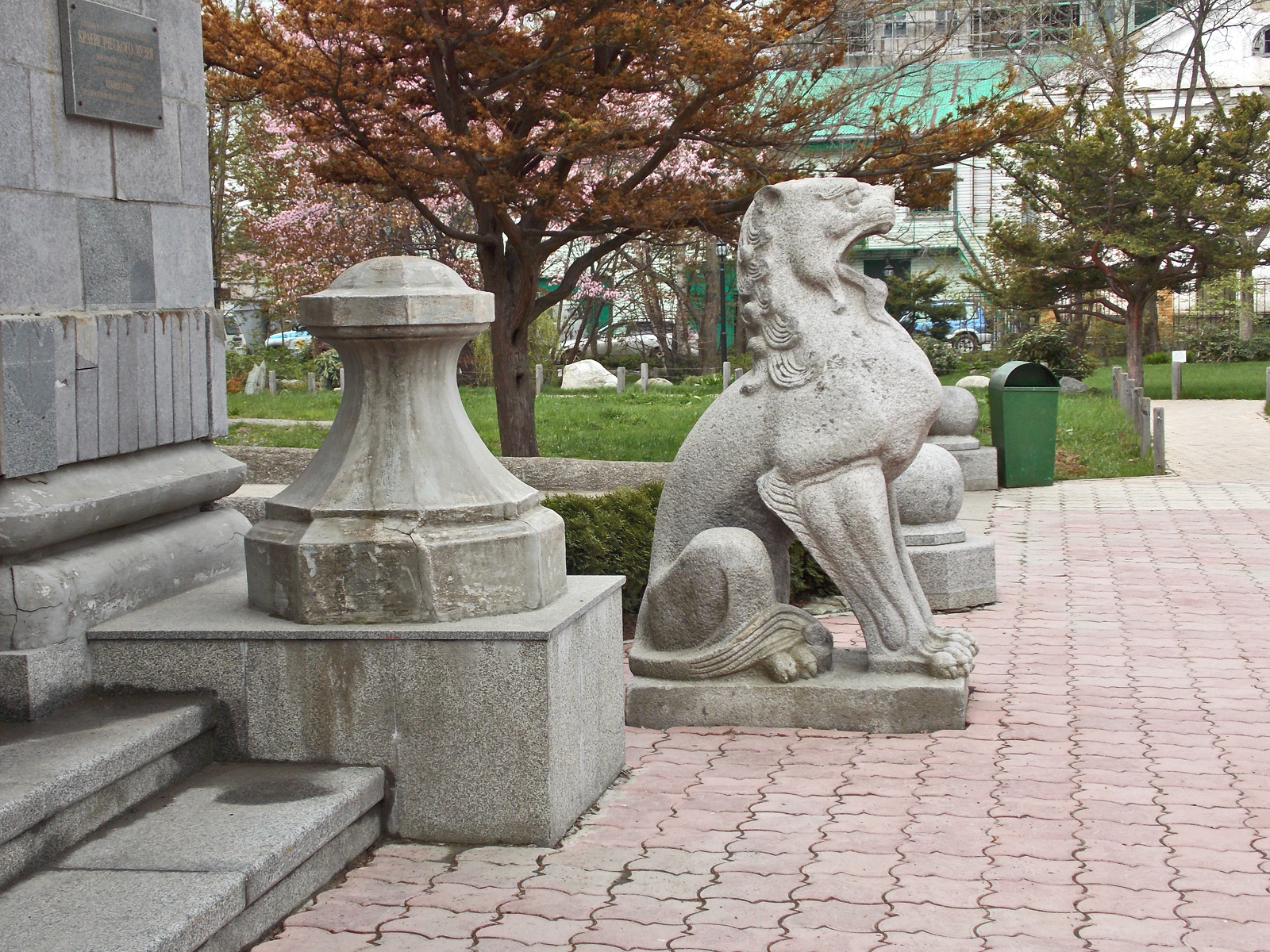
Une statue.

### Évènements
Liste des principaux évènements, où sont organisées des festivités:
- 26 avril : Jour du drapeau de l'oblast de Sakhaline ;
- Samedi le plus proche du 18 mai : Nuit européenne des musées ;
- 18 mai : Journée internationale des musées ;
- Juillet : Fête des pêcheurs ;
- 9 août : Journée internationale des peuples autochtones du monde ;
- 1er septembre : Journée de la connaissance ;
- 3 septembre : Jour de libération du sud de Sakhaline et des îles Kouriles ;
- 3 novembre : Nuit des Arts.